# Mitsumasa Anno
Mitsumasa Anno ((安野 光雅)?; Tsuwano, 20 marzo 1926 – 24 dicembre 2020) è stato un illustratore e scrittore giapponese di libri per bambini, conosciuto soprattutto per gli albi illustrati con poco testo o anche completamente senza parole. È stato insignito del premio internazionale Hans Christian Andersen nel 1984 per il suo contributo continuativo nel tempo alla letteratura per l’infanzia.

## Biografia
Anno nacque nel 1926 a Tsuwano, una cittadina della Prefettura di Shimane dove frequentò le scuole superiori, dedicandosi allo studio della matematica, della storia dell’arte, del disegno; un particolare interesse rivolse ai testi di Hermann Hesse.
Durante la seconda guerra mondiale, Anno fu arruolato nell’esercito giapponese e al termine del conflitto riprese gli studi conseguendo il diploma di maestro nel 1948 . Insegnò matematica per 10 anni in una scuola elementare a Tokyo prima di dedicarsi esclusivamente alla carriera di illustratore di libri per bambini.
Anno visse in Giappone con la moglie Midori, con cui ebbe due figli, Masaichiro e Seiko.

## Illustrazione
Anno è conosciuto internazionalmente soprattutto per gli albi illustrati senza testo, particolarmente ricchi di figure e di dettagli ed è considerato uno dei più originali e completi autori di albi illustrati.
Le illustrazioni di Anno sono spesso disegni al tratto colorati ad acquarello, talvolta incorporano figure a collage e elementi silografici.  Sono ricche di dettagli e animate da umorismo; spesso sono presenti riferimenti legati alle scienze, alla matematica e a culture straniere per le quali Anno ha grande considerazione. Giochi visuali, illusioni ottiche e rimandi culturali costituiscono elementi costanti di molte sue opere.
Lo stile di Anno è talvolta paragonato, soprattutto per le opere di sola grafica a quello di Maurits Cornelis Escher, autore per il quale Anno ebbe stima ed interesse.
Amante dei viaggi e interessato alle culture straniere, nel 1977 Anno pubblica il primo di una serie di resoconti di viaggio per immagini e senza testo Il viaggiatore incantato, nato dai suoi viaggi in Inghilterra e Germania. In questo volume un cavaliere viaggia attraverso la campagna incontrando paesi e architetture tipiche, paesaggi densamente popolati di figure e personaggi, alcuni dei quali rappresentano citazioni letterarie, artistiche, storiche o rimandano a favole e leggende europee.
In seguito pubblicò  Anno's Italy,  Anno's Britain, Anno's U.S.A., Anno's Spain e da ultimo Anno's Denmark dedicato al 200º anniversario della nascita di Hans Christian Andersen.
Le citazioni letterarie, alle arti e alla storia spesso presenti nelle sue opere rendono gran parte dei libri di Anno stimolanti e piacevoli anche per un lettore adulto.
Sebbene fosse primariamente conosciuto per i testi per bambini, Anno era anche un pittore e i suoi dipinti hanno ottenuto grande riconoscimento in Giappone.  Il volume The Unique World of Mitsumasa Anno: Selected Works (1968-1977)  raccoglie 40 tra i suoi più noti lavori grafici realizzati per il divertimento proprio e degli amici, che esplorano l’ambito dell’illusione ottica, dei giochi di prospettiva e della figura anamorfica. 
A Tsuwano, il Museo Mitsumasa Anno conserva un’ampia collezione delle sue opere.

## Riconoscimenti
Il Premio Hans Christian Andersen conferito ogni due anni dal IBBY, International Board on Books for Young People, rappresenta il più alto riconoscimento ad uno scrittore o illustratore di libri per bambini e ragazzi. Ad Anno è stato assegnato il premio nel 1984.
Ha inoltre conseguito numerosi altri premi e riconoscimenti di rilievo tra cui:
- Premio d’onore del Chicago Tribune (1970)
- Premio di incoraggiamento per i giovani artisti del Ministero dell’Educazione (1974)
- Premio artistico del Brooklyn Museum (1975)
- Premio letterario assegnato dal Boston Globe e dal The Horn Book Magazine,  per l’albo illustrato Anno's Alphabet (1975),[6]
- Premio letterario assegnato dal Boston Globe e dal The Horn Book Magazine,  per l’albo illustrato  Anno's Counting Book (1977)[6]
- Premio letterario assegnato dal Boston Globe e dal The Horn Book Magazine,  per l’albo illustrato  Viaggiatore incantato (1978)[6]
- Mela d’oro della Biennale di illustrazione di Bratislava (1979)
- Premio alla Grafica, Bologna Children's Book Fair (1980)
- Kikuchi Kan Prize, riservato a coloro che promuovono la cultura giapponese (2008)[7]
- Designazione di Persona di rilievo culturale del Giappone assegnata dal governo Giapponese (2012)
- Premio Andersen per il miglior libro mai premiato con Viaggio incantato (2019)[8]

## Opere principali[9][3]
Le opere sono elencate in ordine cronologico; la prima data si riferisce all’edizione originale giapponese, la seconda data all’edizione inglese o, se realizzata, all’edizione italiana.
- Topsy Turvies, picture to stretch Imagination (1968 - 1970)
- Upside Downers, more picture to stretch Imagination (1969 -1971)
- Dr. Anno's Magical Midnight Circus (1972-1972)
- Anno's Alphabet (1974-1975)
- 1 2 3 tanti… impariamo a contare (1975-1978)
- The King's Flower (1976-1979)
- Il viaggiatore incantato (1977-1978)
- Anno's Animals (1977-1979)
- Anno's Italy (1978-1979)
- Anno's Medieval World (1979-1980)
- The Unique World of Mitsumasa Anno: Selected Works, 1968-1977 (1980-1980)[5]
- Anno's Magical ABC: an anamorphic Alphabet (1980-1981)
- Anno's Counting House (1981-1982)
- Anno's Britain (1981-1982)
- Anno's USA (1982-1983)

- Bric a brac (1983-1984)
- Anno's Mysterious Multiplying Jar (1983-1983)
- All in a Day (1986-1986) (opera in collaborazione con altri illustratori)
- Anno's Peekaboo (1987-1987)
- Giochi logico-matematici 3 volumi (1987-1989)
- Anno's Sundial (1987-1987)
- Anno's Faces (1988-1988)
- In Shadowland (1988)
- Anno's Aesop: A Book of Fables (1989-1989)
- Anno's Masks (1989-1989)
- Anno's Twice Told Tale (1991-1993)
- Anno's Magic Seeds (1994-1994)
- Anno's Spain (2003-2004)
- Anno's China (2016)
- Anno's Denmark (2018)

### Opere come illustratore
- Anno's Hat Tricks di Akiiro Nozaki (1984-1985)
- Socrates and the Three Little Pigs by Tsuyoshi Mori (1985-1986)
- The Animals, selected poems (1992)
- The Magic Pocket: Selected Poems di Michio Mado (1998)